# Ян Йосиф Добренський

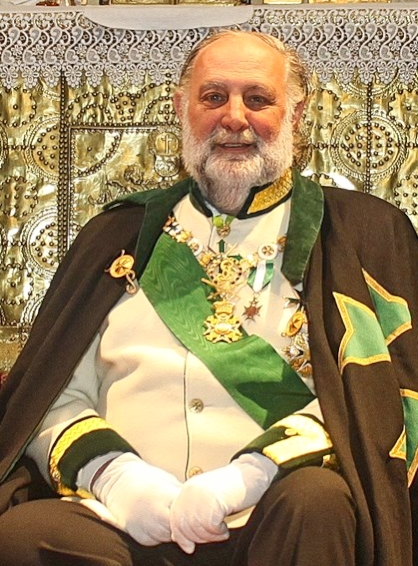
Ян Йосиф Добренський в одязі Великого магістра ордену Святого лазаря (орлеанська гілка, статуту 1910 р.), 2012 рік

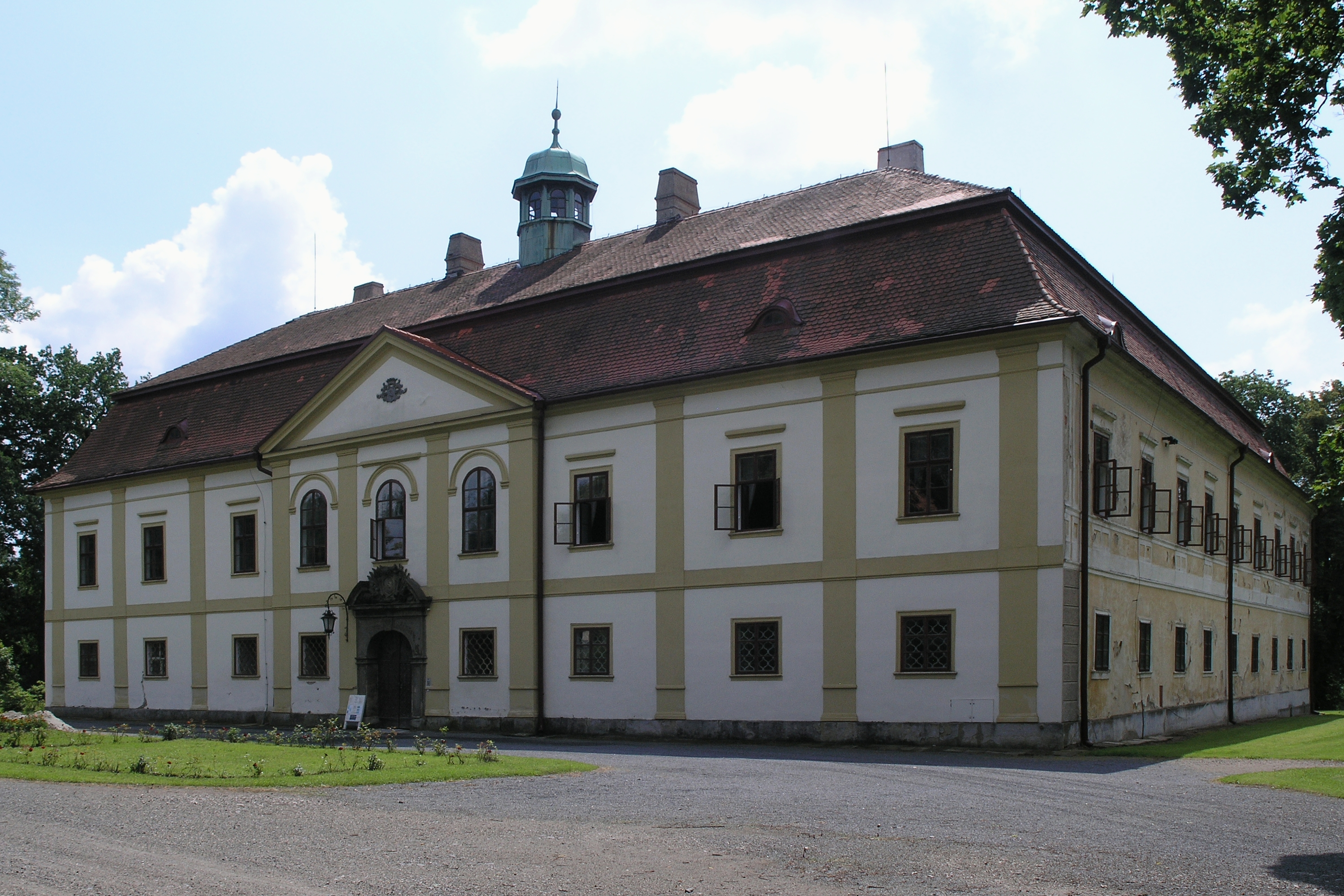
Замок Хотеборж, в якому мешкає родина Добренських

Ян Йосиф Добренський з Добреніц (Ян Йозеф Добренський, повне ім’я Ян Йосиф Непомук Марія Каспар Леонард Домінік граф Добренський, 14 червня 1946,Прага) – чеський аристократ, представник родини Добренських з Добреніц.

## Біографія
Ян Добренський з Добреніц народився 14 червня 1946 року у Празі (Чехословаччина), у старій чеській аристократичній родині. У Яна Максиміліана та Леопольдіни, крім Яна Йосифа. Був також ще один син, Карл Куната. Родина втекла з комуністичної Чехословаччини в 1948 році. Ян Добренський виріс у Канаді, а згодом у Франції. 
Початкову освіту отримав у Канаді. Навчався управлінню бізнесом у Парижі, та Паризькому фінансовому інституті. Працював у бельгійській скляній компанії, і після того, як ця компанія купила всі акції заводу в Тепліце, він став її представником у Чехії. Після завершення співпраці з склозаводом він почав працювати в компанії, яка володіла магазинами «Delvita». 
Після смерті свого батька Яна Максиміліана Добренського, у 1996 році, він взяв на себе управління родинним майном. 
Починаючи з 2004 року Ян Добренський був чеським Великимпріором Орлеанської гілки Ордену Святого Лазаря Єрусалимського-Богемія] . В 2010 році його було обрано його 50-м Великим магістром ордена Святого лазаря (Орлеанська гілка, статуту 1910 року). 10 грудня 2016, головою римської католицької церкви, папою римський Франциск був призначений лицарем-командором Орден святого Григорія Великого .
Він громадянин Франції та Чехії. Після повернення із заслання мешкає у Чехії в замку Хотеборж.

## Орден Святого Лазаря
З 1976 року Добренський був членом ордена Святого Лазаря (статут 1910 р.). З 2004 року він обіймав посаду Великого пріору Богемії.
У березні 2010 р. Шарль-Філіп Орлеанський, герцог Анжуйський вирішив відмовитися від посади Великого Магістра ордена Святого Лазаря з особистих причин, зберігаючи свою участь у діяльністі ордену в якості почесного великого магістра, Великого пріору Франції та голови Правління. Добренський замінює його на посаді Великого магістра ордену. 

## Родина
Одружений. У нього, та його дружини на ім’я Діана, четверо дітей та семеро онуків. Родина проживає в замку в Хотеборжі (Чехія), який є родинним осередком з 1836 року.
Діти:
- Анна Клотільда (1976 р.н.)
- Ян Вацлав (1977 р.н.)
- Леопольдіна (1982 р.н.)
- Софі (1983 р.н.)